# تفجيرات مساجد صنعاء (2015)
تفجيرات مساجد صنعاء هي تفجيرات حدثت في آخر يوم من شهر شعبان الموافق 17 يونيو 2015م، وأستهدفت التفجيرات المكتب السياسي لجماعة الحوثيين و«مسجد القبة الخضراء» في شارع هائل، و«مسجد الكبسي» في شارع الزراعة وسط العاصمة ومركزاً للحوثيين في «مسجد الحشوش» بحي الجراف شمالي صنعاء. وقال شاهد عيان لوكالة بي بي سي إن الانفجارات استهدفت المساجد أثناء تأدية المصلين لصلاة المغرب عشية رمضان. وتناولت مصادر أخبارية عن تبني تنظيم داعش لهذه الهجمات، في الوقت الذي يشن فيه الحوثيين حرباً واسعة في اليمن لمحاربة القاعدة.
وكانت التفجيرات قد بدأت في مارس 2015 في تفجيرات مسجدي بدر والحشوش التي حدثت في 20 مارس 2015، وأسفرت عن مقتل أكثر من 142 شخصاً،  وجرح 352 آخرين.
وفي 20 يونيو أنفجرت سيارة ملغومة بالقرب من جامع قبة المهدي في صنعاء القديمة، ما أدى إلى مقتل شخصين وإصابة ستة آخرين.

## الخسائر
- 20 مارس مقتل أكثر من 142 شخصاً، [4] وجرح 352 آخرين في تفجيرات مسجدي بدر والحشوش.[5]
- 17 يونيو مقتل 30 على الأقل في عدة تفجيرات أستهدفت مراكز لجماعة الحوثيين و«مسجد القبة الخضراء» و«مسجد الكبسي» و«مسجد الحشوش» شمالي صنعاء.[1]
- 20 يونيو مقتل شخصين وإصابة ستة آخرين، بالقرب من جامع قبة المهدي بصنعاء القديمة.[6]
- 2 سبتمبر لقي 28 شخصاً على الأقل مصرعهم، في تفجير مزدوج استهدف مسجد «المؤيد» شمال صنعاء.[7]